# Traugott Gerber
Traugott Gerber, né le 16 janvier 1710 à Zodel et mort le 8 février 1743 à Vyborg, est un médecin et botaniste allemand. L'espèce de fleur Gerbera porte son nom.

## Biographie
Traugott Gerber est le quatrième enfant du couple de pasteurs Zodel Johann George Gerber et Sidonia Gerber. On sait peu de choses sur son enfance et sa jeunesse. Le 29 avril 1730, il s'inscrit comme étudiant en médecine à l'Université de Leipzig. Le 29 juillet 1735, il obtient un doctorat pour sa thèse "De Thoracibus".
Il possédait de vastes connaissances botaniques, ainsi qu'en témoignent divers documents. De 1735 à 1742, il est médecin en Russie et directeur du plus ancien jardin botanique de Moscou. Entre 1739 et 1741, il a mené plusieurs expéditions en Russie sur le Don et la Volga afin de récolter des plantes médicinales et des herbes. Tous les documents manuscrits à ce sujet se trouvent dans des archives en Russie. En 1742, il suit l'armée russe en Finlande en tant que médecin. Il meurt à l'âge de 33 ans à Vyborg, au nord de Saint-Pétersbourg.

## Postérité
Jan Frederik Gronovius nomme l'espèce gerbera d'après le nom de Traugott Gerber en 1735. Carl von Linné systématise cet usage en 1738.